# Meridià 61 a l'oest
El meridià 61 a l'oest de Greenwich és una línia de longitud que s'estén des del pol Nord travessant l'oceà Àrtic, Groenlàndia, Amèrica del Sud, l'oceà Atlàntic, l'oceà Antàrtic, i l'Antàrtida fins al pol Sud.
El meridià 61 a l'oest forma un cercle màxim amb el meridià 119 a l'est. Com tots els altres meridians, la seva longitud correspon a una semicircumferència terrestre, uns 20.003,932 km. Al nivell de l'Equador, és a una distància del meridià de Greenwich de 6.790 km.

## De Pol a Pol
Començant en el pol Nord i dirigint-se cap al pol Sud, aquest meridià travessa:
| Coordenades                             | País, territori o mar  | Notes |
| --------------------------------------- | ---------------------- | --- |
| 90° 0′ N, 61° 0′ O / 90.000°N,61.000°O  | Oceà Àrtic             | Passa a l'est d'Ellesmere, Nunavut, Canadà (a 82° 21′ N, 61° 7′ O / 82.350°N,61.117°O) |
| 83° 26′ N, 61° 0′ O / 83.433°N,61.000°O | Mar de Lincoln         | |
| 81° 50′ N, 61° 0′ O / 81.833°N,61.000°O | Groenlàndia            | |
| 76° 3′ N, 61° 0′ O / 76.050°N,61.000°O  | Badia de Baffin        | |
| 70° 0′ N, 61° 0′ O / 70.000°N,61.000°O  | Estret de Davis        | Passa a l'est de l'Illa de Baffin, Nunavut, Canadà (a 66° 37′ N, 61° 15′ O / 66.617°N,61.250°O) |
| 60° 0′ N, 61° 0′ O / 60.000°N,61.000°O  | Oceà Atlàntic          | Mar de Labrador |
| 56° 7′ N, 61° 0′ O / 56.117°N,61.000°O  | Canadà                 | Terranova i Labrador — Labrador Quebec — des de 52° 0′ N, 61° 0′ O / 52.000°N,61.000°O |
| 50° 12′ N, 61° 0′ O / 50.200°N,61.000°O | Golf de Sant Llorenç   | |
| 46° 39′ N, 61° 0′ O / 46.650°N,61.000°O | Canadà                 | Nova Escòcia — Illa del Cap Bretó i Isle Madame |
| 45° 30′ N, 61° 0′ O / 45.500°N,61.000°O | Badia de Chedabucto    | |
| 45° 20′ N, 61° 0′ O / 45.333°N,61.000°O | Canadà                 | Nova Escòcia |
| 45° 16′ N, 61° 0′ O / 45.267°N,61.000°O | Oceà Atlàntic          | Passa a l'est de l'illa de La Désirade, Guadeloupe, França (at 16° 20′ N, 61° 0′ O / 16.333°N,61.000°O) · Passa a l'est de l'illa de Marie-Galante, Guadeloupe, França (a 15° 56′ N, 61° 11′ O / 15.933°N,61.183°O) · Passa a l'est de l'illa de Dominica (a 15° 19′ N, 61° 15′ O / 15.317°N,61.250°O)                                                   |
| 14° 48′ N, 61° 0′ O / 14.800°N,61.000°O | França                 | Martinica |
| 14° 28′ N, 61° 0′ O / 14.467°N,61.000°O | Oceà Atlàntic          | Canal de Santa Llúcia |
| 14° 1′ N, 61° 0′ O / 14.017°N,61.000°O  | Saint Lucia            | |
| 13° 45′ N, 61° 0′ O / 13.750°N,61.000°O | Oceà Atlàntic          | Passa a l'est de l'illa de St Vincent, Saint Vincent i les Grenadines (at 13° 17′ N, 61° 7′ O / 13.283°N,61.117°O) · Passa a l'est de l'illa de Baliceaux, Saint Vincent i les Grenadines (a 12° 57′ N, 61° 7′ O / 12.950°N,61.117°O) · Passa a l'est de l'illa de Mustique, Saint Vincent i les Grenadines (a 12° 53′ N, 61° 10′ O / 12.883°N,61.167°O) |
| 10° 50′ N, 61° 0′ O / 10.833°N,61.000°O | Trinitat i Tobago      | Illa de Trinitat |
| 10° 42′ N, 61° 0′ O / 10.700°N,61.000°O | Oceà Atlàntic          | |
| 10° 21′ N, 61° 0′ O / 10.350°N,61.000°O | Trinitat i Tobago      | Illa de Trinitat |
| 10° 8′ N, 61° 0′ O / 10.133°N,61.000°O  | Oceà Atlàntic          | |
| 9° 33′ N, 61° 0′ O / 9.550°N,61.000°O   | Veneçuela              | |
| 6° 44′ N, 61° 0′ O / 6.733°N,61.000°O   | Guyana                 | Territori reclamat per Veneçuela |
| 5° 31′ N, 61° 0′ O / 5.517°N,61.000°O   | Veneçuela              | |
| 4° 31′ N, 61° 0′ O / 4.517°N,61.000°O   | Brasil                 | Roraima Amazonas — des de 0° 33′ S, 61° 0′ O / 0.550°S,61.000°O Mato Grosso — des de 8° 46′ S, 61° 0′ O / 8.767°S,61.000°O Rondônia — des de 10° 59′ S, 61° 0′ O / 10.983°S,61.000°O |
| 13° 32′ S, 61° 0′ O / 13.533°S,61.000°O | Bolívia                | |
| 19° 31′ S, 61° 0′ O / 19.517°S,61.000°O | Paraguai               | |
| 23° 47′ S, 61° 0′ O / 23.783°S,61.000°O | Argentina              | |
| 38° 59′ S, 61° 0′ O / 38.983°S,61.000°O | Oceà Atlàntic          | |
| 51° 47′ S, 61° 0′ O / 51.783°S,61.000°O | Illes Malvines         | Illa Weddell i Gran Malvina — reclamat per Argentina |
| 52° 4′ S, 61° 0′ O / 52.067°S,61.000°O  | Oceà Atlàntic          | |
| 60° 0′ S, 61° 0′ O / 60.000°S,61.000°O  | Oceà Antàrtic          | |
| 62° 37′ S, 61° 0′ O / 62.617°S,61.000°O | Illes Shetland del Sud | Illa Livingston — reclamat per Argentina, Xile i Regne Unit |
| 62° 40′ S, 61° 0′ O / 62.667°S,61.000°O | Oceà Antàrtic          | Passa a l'oest de l'illa Trinity |
| 64° 3′ S, 61° 0′ O / 64.050°S,61.000°O  | Antàrtida              | Península Antàrtica —reclamat per Argentina, Xile and Regne Unit |
| 74° 31′ S, 61° 0′ O / 74.517°S,61.000°O | Oceà Antàrtic          | Mar de Weddell |
| 75° 8′ S, 61° 0′ O / 75.133°S,61.000°O  | Antàrtida              | Antàrtida Argentina, reclamat per Argentina · Territori Antàrtic Xilè, reclamat per Xile · Territori Antàrtic Britànic, reclamat per Regne Unit |